# Megdönteni Hajnal Tímeát
A Megdönteni Hajnal Tímeát 2014-ben bemutatott magyar romantikus filmvígjáték, melyet Herczeg Attila rendezett. A főbb szerepekben Osvárt Andrea, Simon Kornél és Szabó Simon látható. 
A magyarországi mozikban 2014. február 13-án mutatták be. A film nézettségi rekordot döntött és összességében kedvező, illetve vegyes kritikákat kapott.

## Cselekmény
|  | Alább a cselekmény részletei következnek! |

Hajnal Tímea gyönyörű és jól menő fotómodell, aki azonban már ráunt a felhajtásra és egyszerűbb, nyugodtabb életre vágyik. Gimnáziumi osztályának tizenöt éves érettségi találkozóján találkozik azzal az osztálytársával, aki középiskolás korában jó barátja, lelki társa volt, Horváth Danival. Dani is hasonló gondokkal küszködik: bár jó állása van menyasszonya apjának cégében, és az esküvőjére készül, valójában elege van az egészből, inkább csak tűri a nő és családja basáskodását. Némi alkohol hatására az egykori osztálytársak hamar túllépnek a beszélgetésen, az étterem ruhatárában váratlanul csókolózni kezdenek, majd egymáséi lesznek.
Az egyetlen gond ezzel az, hogy az aktust a telefonjával videóra veszi Bögöcs, az osztály fekete báránya, a modortalan és nagyszájú autónepper-pornóproducer, majd a felvétellel megzsarolja Danit. Kívánsága egyszerű: azt akarja, hogy Dani intézze el, hogy ő „megdönthesse” Hajnal Tímeát, ellenkező esetben nyilvánosságra hozza a felvételt, ami nyilvánvalóan egyet jelentene az esküvő elmaradásával.
Dani természetesen ebbe nem akar belemenni, annál is kevésbé, mert időközben beleszeret Tímeába. Emiatt egy másik egykori osztálytársával, akivel azóta is a legjobb barátok maradtak, különböző módszereket próbálnak kieszelni annak érdekében, hogy el tudják kerülni a botrányt. Még egy pszichológust is segítségül hívnak – a szintén egykori osztálytársat, Szentesi Virágot -, hogy az segítsen a probléma elsimításában.
|  | Itt a vége a cselekmény részletezésének! |

## Szereplők
- Hajnal Tímea, fotómodell: Osvárt Andrea
- Bögöcs Ferenc, pornóproducer: Szabó Simon
- Horváth Dani: Simon Kornél
- Cseke Gábor, Dani legjobb barátja: Lengyel Tamás
- Szentesi Virág, pszichológus: Jordán Adél
- Réka, Dani menyasszonya: Réti Adrienn
- Nikki, prostituált: Szandtner Anna
- Réka nagymamája: Békés Itala
- Bordás Róbert sztárriporter, Tímea barátja: Kamarás Iván
- Kollárik Sándor, Réka apja: Hirtling István
- Réka anyja: Vándor Éva
- DJ: Simicz Sándor
- Dezső bácsi: Bejik Béla
- Kaposi bácsi: Konter László
- Sportos srác: Simó Krisztián
- Szakállas srác: Vajda Milán
- Plázalány: Purt Kata
- Kisfiú: Gerő Soma
- Műsorvezető: Barabás Éva
- Fiatal Bögöcs: Molnár Ádám
- Fiatal Dani: Balogh Bálint
- Fiatal Tímea: Zsíros Linda
- Gyerek Bögöcs: Farkas Zsolt
- Beesett arcú lány: Pinkóczi Barka
- Kolovics Anett: Deme Nóra
- Lovas Eszter: Schrenk Judit
- Veiszberger Rita: Papp Helga
- Pultos: Schramek Géza
- Piroska néni: Schmidt Bea
- Laci bácsi: Borbély Ferenc
- Pincér: Fodor Bálint
- Takarítónő: Császár Gyöngyi
- Koszorúslányok: Hovanyecz Petra, Ilkovics Hanna, Veres Debora, Veres Aurora
- Pap: Kiss Jenő
- Bögöcs anyja: Kerschner Andrea
- Bögöcs apja: Kovács József
- Bögöcs nagyanyja: Papp Béláné
- Prosti: Tóth Andrea Jázmin
- Főpincér: Som Tamás

## A film készítése
A külső jelenetek nagy részét jól felismerhető budapesti helyszíneken vették fel. Többek között a Feneketlen-tónál és az azt övező parkban, a Szent Imre Gimnáziumban, az V. kerületi Magyar utcában, a Henszlmann Imre utcában és a Királyi Pál utcai Borssó Bistro Étteremben.

## Nézettség
A nézettségi adatok szerint 104 945 jegyet adtak el rá.